# 멀크와 스웽크의 뮤직쇼
《멀크와 스웽크의 뮤직쇼》(영어: Mulk&Swank Music Show)는 투니버스의 투자로 만들어진 대한민국의 영어 교육 뮤직비디오 애니메이션이다. 상품 캐릭터이자 의인화된 가공의 개 형제인 '멀크'(Mulk)와 '스웽크'(Swank)를 활용한 첫 번째 작품으로, 두 캐릭터는 본작을 투자한 투니버스가 제작하였다.
본작의 음악은 대부분 여러 음악 장르로 편곡된 동요이며, 투니버스 측에 따르면 이는 대상 연령층 중인 하나인 아동층이 "신세대 가요"를 청취하기 때문이라고 한다.